# Вахрамеев, Иван Иванович
Иван Иванович Вахрамеев (3 [15] октября 1885, Ярославль — 20 июля 1965, Ленинград) — российский революционер. Участник Первой мировой, Гражданской и Великой Отечественной войн. После Октябрьской революции занимал ряд ответственных должностей, затем перешёл на преподавательскую работу. Полковник интендантской службы.

## Биография
Иван Иванович Вахрамеев родился в 1885 году в Ярославле. Его отцом был мелкий служащий. Получил среднее техническое образование.
В 1902 году после окончания уездного училища поступил в Костромское механико-техническое училище. За активное участие в забастовке учащихся в знак протеста против расстрела питерских рабочих 9 января 1905 г. был исключен из училища без права поступления в любое учебное заведение. Осенью 1905 г. уехал в Германию, из-за денежных затруднений не мог учиться и работал в мелких кустарных мастерских Германии, Бельгии, Франции, Швейцарии. 1 мая 1906 г. за участие в демонстрации арестован и посажен в тюрьму. В 1908 г. вернулся на родину. Окончил Кронштадтскую машинную школу в звании машинного унтер-офицера, был отправлен на Дальний Восток в Амурскую речную флотилию, где служил машинистом на канонерской лодке «Киргиз». В 1911 г. уволен в запас. В связи с началом Первой мировой войны в конце 1914 г. призван на Балтийский флот и назначен машинистом на плавучую базу подлодок «Оланд». В 1915 г. переведен в машинные кондукторы (главный старшина). В первые месяцы 1916 года Иван Иванович вместе с группой моряков-большевиков был арестован, но вскоре из-за отсутствия доказательств был освобождён. В 1917 году формально вошёл в состав Российскую социал-демократическую рабочую партии (большевиков), после Февральской революции занимал ряд выборных должностей в матросских комитетах от Балтфлота, в том числе председателя судебного комитета и дивизиона подводных лодок. С 25 по 27 октября Был участником II Всероссийского съезда Советов рабочих и солдатских депутатов.
После Октябрьской революции служил в Красном флоте, был избран председателем военно-морского революционного. комитета. Принимал участие в подавлении мятежа Керенского-Краснова в Петрограде, которое длилось с 26 по 31 октября 1917 года. В конце 1917 г. назначен начальником военно-политического отдела при верховной морской коллегии. В этой должности 26 января 1918 г. с отрядом матросов в количестве 106 человек, по указанию Ленина прибыл в Рыбинск для ликвидации беспорядков и установления Советской власти в городе. В январе 1918 г. назначен декретом совнаркома членом коллегии народного комиссариата по морским делам. Так же занимал должности председателем Военно-морского революционного комитета и начальника военно-политического отдела Верховной морской коллегии. 10 апреля 1918 года был назначен заместителем народного комиссара по морским делам РСФСР. 18 июня 1918 года принял участив в затоплении Черноморского флота в Цемесской бухте, занимал должность председателя Совета обороны Архангельского района. Был одним из руководителей борьбы Красной армии против армии Британской империи на севере России. Осенью 1918 года был Революционный военный совет Республики после упразднения коллегии назначил Вахрамеева на следующие должности: уполномоченным по снабжению флота, помощником управляющего Морского комиссариата, представителем Морского ведомства на уральских заводах и начальником адмиралтейства Севастопольского порта. С 1922 по 1932 г. занимал ряд административных должностей: командир Николаевского порта, помощник командира главного военного порта балтийского флота в Кронштадте, заместитель командира военного порта в Ленинграде.
В 1925 году был назначен на должность начальника хозяйственного отдела Кронштадтского порта. В конце 1920-х — начале 1930-х годов находился в 10-й должностной категории, что приравниваться к должности командира сухопутной бригады. С 1932 г. на преподавательской работе в военно-морских учебных заведениях. После введения персональных воинских званий Вахрамееву было присвоено звание бригинтенданта. Он служил начальником службы снабжения Специальных курсов командного состава ВМФ, в военно-морском хозяйственном училище возглавлял основной и главный цикл — цикл снабжения.
Принимал участие в Великой Отечественной войне. Получил звание полковника интендантской службы в 1943 году. В конце войны служил заместителем начальника интендантского училища ВМФ по учебной-строевой части и начальником КОСИС.
Вышел в отставку 16 апреля 1949 г. Скончался в Ленинграде в 1965 году. Похоронен на Красненьком кладбище.

## Оценки
Неторопливый, уверенный, взвешивающий свои слова и поступки, Вахрамеев понравился нам своей деловитостью, умением обстоятельно решать вопросы— Николай Александрович Ховрин

## Воинские звания
- Бригинтендант — 31.05.1936[8];
- Полковник интендантской службы — 1943.

## Награды
За период Великой Отечественной войны Иван Иванович Вахромеев был награждён следующими наградами:
- Орден Ленина (21.02.1945)[9];
- Орден Красного Знамени (03.11.1944, 06.11.1947)[3][10];
- Орден Красной Звезды (24.07.1943)[11];
- Медаль «XX лет РККА» (1938);
- Медаль «За оборону Ленинграда» (10.09.1943)[5];
- Медаль «За победу над Германией в Великой Отечественной войне 1941—1945 гг.» (14.09.1945)[6][12].

А также рядом благодарностей от командования интендантского училища ВМФ.